# Ждановський сільський округ
Жда́новський сільський округ (каз. Жданов ауылдық округі, рос. Ждановский сельский округ) — адміністративна одиниця у складі Костанайського району Костанайської області Казахстану. Адміністративний центр — село Ждановка.
Населення — 971 особа (2021; 1223 у 2009, 0 у 1999, 1427 у 1989).
Станом на 1989 рк існувала Червонопартизанська сільська рада (села Васильєвка, Ждановка, Кіровка, Семилітка, селища Аккабак, Амангельди, Геофізик, Дружба, Кунай, Ударник). Станом на 1999 рік існувала Дружбинський сільський округ (села Дружба, Ударник), усі інші населені пункти увійшли до складу міста Костанай. 2008 року Дружбинський сільський округ перейменовано в Ждановський, села Дружба, Кунай та Ударник увійшли до складу міста Костанай, до складу Ждановського сільського округу було включено села Аккабак, Васильєвка, Ждановка, Кіровка, Семилітка. Село Аккабак було ліквідоване 2017 року.

## Склад
До складу округу входять такі населені пункти:
| Населений пункт  | Старі назви | Населення, осіб (1989) | Населення, осіб (1999) | Населення, осіб (2009) | Населення, осіб (2021) |
| ---------------- | ----------- | ---------------------- | ---------------------- | ---------------------- | ---------------------- |
| Аккабак, село    | -           | 139                    | -                      | 44                     | -                      |
| Васильєвка, село | -           | 260                    | -                      | 197                    | 176                    |
| Ждановка, село   | -           | 612                    | -                      | 529                    | 451                    |
| Кіровка, село    | -           | 273                    | -                      | 296                    | 240                    |
| Семилітка, село  | -           | 143                    | -                      | 157                    | 104                    |